# 庐山站
庐山站原名沙河街站、九江南站，位于中华人民共和国江西省九江市柴桑区沙河街镇，为京九铁路、昌九城际铁路、武九铁路、武九客运专线及合安九客运专线的客运二等站。该站于1910年启用，目前由南昌局集团九江车务段管辖。

## 历史
庐山站原名沙河站，1916年随南浔铁路建成而投入使用，由于车站附近的殷家铁路桥和蔡家铁路桥的高度影响了原先船只进出张家凹，因此车站附近的蔡家水上码头和陶家埠码头开始繁华。同时当车站北侧线路因洪水被淹时，所有南浔铁路列车都以沙河站为终点。
1980年代铁道部开始“中取华东”的铁路建设，规划修建武汉-九江-向塘的东西二通道。1990年10月10日武九铁路（原沙大铁路）接入车站。1996年9月1日，由原南浔铁路改造而成的京九铁路通车，同时九江南站改名庐山站。
2008年6月庐山站为应对昌九城际铁路接入开始改造，新建设站房并改造站场，改造工程于当年10月完工；2010年9月20日昌九城际铁路接入车站。2017年9月21日，武九客运专线接入车站。
2020年—2024年，庐山站进行了站房改建工程，新建车站西站房、高架候车室及重建东站房。西站房于2020年9月起进入全面施工。2022年4月28日，庐山站西站房开通。西站房开通后，东站房于5月5日停用重建。2023年5月24日，庐山站大型钢结构整体跨线首次顶推施工完成。2023年11月24日，庐山站东站房高架层钢结构与西站房在数十米高空对接。东站房于2024年12月完工。

## 车站结构

### 站房
庐山站站房包括东站房、西站房及横跨站场的高架候车室，采用“上进上出”式旅客流线安排。西站房及高架候车室西侧于2022年4月投入使用，其中西站房外立面设计以“山影水语、融汇九川”为设计理念，融入了庐山的造型，面积23111平方米；高架候车厅高度约19米、东西纵深177.7米、南北横跨122米，面积27198平方米，可同时容纳1.6万多名旅客进站乘车。
庐山站东站房顶推钢结构由候车层桁架、换乘通廊及天桥等5个单体组成，总宽176米，总长90米，总重4300吨，覆盖面积15840平方米。

### 站场
庐山站共有城际场、普速场和客专场。城际场2台4线，位于站场东侧，有昌九城际铁路经过；普速场夹在站场中间，有武九铁路、京九铁路经过；客专场2台6线，有武九客运专线经过，下行咽喉设有接入昌九城际铁路的联络线。
未来预留京港客运专线经过，届时站场规模将达到8台25线。该线计划外包武九客专场，在既有客专场西侧建设2台4线（含1条正线）的上行站场，并于既有客专场东侧、利用普速场9、10、11道（6、7站台）改建为1台3线（含1条正线）的下行站场。
| 东↑ | 东站房 |                                                                     |  |
|     | 侧式   |                                                                     |  |
|     | 1      | 城际场 到发线                                                       |  |
| Ⅰ道 | 无     | （九江站）城际场 昌九城际铁路 下行正线 往南昌站方向（德安站）       |  |
| Ⅱ道 | 无     | （九江站）城际场 昌九城际铁路 上行正线 往南昌站方向（德安站）       |  |
|     | 2      | 城际场 到发线                                                       |  |
|     | 岛式   |                                                                     |  |
| 1道 | 3      | 普速场 到发线                                                       |  |
| Ⅱ道 | 无     | （九里垄站）普速场 武九铁路 下行正线 往昌九城际铁路方向（德安站）   |  |
| Ⅲ道 | 无     | （九江西站）普速场 京九铁路 下行正线 往常平站方向（马回岭站）       |  |
| Ⅳ道 | 无     | （九江西站）普速场 京九铁路 上行正线 往北京西站方向（马回岭站）     |  |
| Ⅴ道 | 无     | （九里垄站）普速场 武九铁路 上行正线 往常平站方向（德安站）         |  |
| 6道 | 4      | 普速场 到发线                                                       |  |
|     | 岛式   |                                                                     |  |
| 7道 | 5      | 普速场 到发线                                                       |  |
| 8道 |        | 普速场 到发线                                                       |  |
|     | 6      | 普速场 → 客专场 到发线                                              |  |
|     | 岛式   |                                                                     |  |
|     | 7      | 普速场 → 客专场 到发线                                              |  |
|     |        | 普速场 → 客专场 京港高速铁路 下行正线往深圳北站方向                 |  |
|     | 8      | 客专场 到发线                                                       |  |
|     | 岛式   |                                                                     |  |
|     | 9      | 客专场 到发线                                                       |  |
|     | 无     | （柴桑站）客专场 武九高速铁路 下行正线 往昌九城际铁路方向（德安站） |  |
|     | 无     | （柴桑站）客专场 武九高速铁路 上行正线 往武汉站方向（德安站）       |  |
|     | 10     | 客专场 到发线                                                       |  |
|     | 岛式   |                                                                     |  |
|     | 11     | 客专场 到发线                                                       |  |
|     |        | 客专场 京港高速铁路 上行正线往北京西站方向                          |  |
|     | 12     | 客专场 到发线                                                       |  |
|     | 岛式   |                                                                     |  |
|     | 13     | 客专场 到发线                                                       |  |
|     | 14     | 客专场 到发线                                                       |  |
|     | 侧式   |                                                                     |  |
| 西↓ | 西站房 |                                                                     |  |